# Врата ада (Сверхъестественное)
«Врата́ а́да» (англ. All Hell Breaks Loose) — 21-я и 22-я серии 2-го сезона американского телесериала «Сверхъестественное». Является двойной серией, премьера первой части которой состоялась 10 мая 2008 года, а второй — 17 мая 2008 года.

## В ролях
- Джаред Падалеки — Сэм Винчестер;
- Дженсен Эклс — Дин Винчестер;
- Джим Бивер — Бобби Сингер;
- Фредрик Лене — Азазель;
- Элдис Ходж — Джейк.

Первая часть
- Саманта Смит — Мэри Винчестер;
- Чед Линдберг — Эш;
- Гэбриел Тайгермен — Энди Галлахер;
- Кэтрин Изабель — Эва Уилсон;
- Джессика Хармон — Лили.

Вторая часть
- Джеффри Дин Морган — Джон Винчестер;
- Саманта Феррис — Эллен Харвелл;
- Она Грауэр — демон перекрёстка.

## Сюжет

### Первая часть
Дин и Сэм подъезжают к закусочной, и Сэм идёт внутрь, чтобы купить что-нибудь на ужин. Тут радио в машине начинает барахлить, и Дин понимает, что что-то случилось. Он идёт вслед за братом и обнаруживает, что все жестоко зарезаны, а Сэма нигде нет. На подоконнике Дин замечает следы серы и понимает, что тут не обошлось без участия демонов.
Сэм приходит в себя и обнаруживает, что он находится в заброшенном пустынном городке. Тут он сталкивается с Энди, одним из таких же экстрасенсов, как он. Они слышат крик женщины и находят Эву, которая полагает, что прошло всего два дня с тех пор, как она последний раз видела Винчестеров, хотя на самом деле прошло уже 5 месяцев. Втроём они встречают ещё двух людей — Джейка, солдата из Афганистана, и Лили. Они выясняют, что им всем по 23 года, и у каждого из них есть особые способности — у Сэма и Эвы видения, Джейк обладает огромной физической силой, Энди может внушать мысли людям, а Лили одним прикосновением может убить человека. Сэм объясняет всем, что это демон перенёс их сюда с какой-то целью, но другие относятся к такому заявлению более чем скептически.
Дин и Бобби пытаются отыскать Сэма, и тут звонит Эш и сообщает, что нашёл что-то важное, и что Дин должен немедленно приехать в «Дом у дороги», так как это не телефонный разговор. Приехав на место, Дин и Бобби обнаруживают, что бар сгорел дотла, Эш погиб, а Эллен пропала.
Сэм уговаривает всех держаться вместе и начать поиски какого-нибудь оружия и соли, но Джейк решает выбираться из города и уходит. В окне одного из домов он замечает промелькнувшее лицо девочки и заходит внутрь, но девочка оказывается демоном и нападает на Джейка. Тут появляются Сэм и остальные, и Сэм отгоняет демона. Все снова возвращаются в центральную часть города, но никто не замечает отсутствия Лили, которая решает уйти из города через лес. Когда Сэм спохватывается, что Лили нет, все выходят на улицу и находят её тело, повешенное на мельнице.
Сэм сокрушается, что телефон не работает, иначе он позвонил бы Дину и рассказал, в чём дело. Энди сообщает, что его способности развились, и теперь он может передавать не только мысли, но и картинки. Он посылает Дину «сообщение» с изображением колокола и Сэма. Дин получает «послание» Энди, но не понимает, что оно значит. Однако Бобби догадывается, что это за город, и вместе с Дином они отправляются в Южную Дакоту.
Сэм засыпает, и во сне ему является Демон и сообщает, что собрал их всех в этом городе, чтобы они сразились друг с другом. И единственный выживший станет вождём армии Демона в грядущей войне. Демон заявляет, что лично он «болеет» за Сэма и говорит, что убил Джессику специально, иначе Сэм никогда не стал бы охотником, а его мать Демон убивать не хотел, просто она оказалась не в то время, не в том месте. Демон показывает Сэму события той ночи, когда была убита его мать. Сэм видит, как Демон делает порез на своей руке, и капли его крови капают прямо Сэму в рот. Тут входит Мэри и, увидев Демона, узнаёт его, поэтому тот её убивает.
Сэм просыпается, и Джейк сообщает, что Эва пропала. В то время как Джейк и Сэм отправляются на поиски Эвы, Энди находит её в задней комнате дома и интересуется, где она была. Эва стирает часть дорожки из соли на подоконнике, которую они с Сэмом просыпали, чтобы не пустить демонов, и призывает демона, который нападает на Энди и убивает его. Эва начинает кричать, и, услышав её голос, Сэм бежит назад в дом и видит, что Энди мёртв. Эва, плача, говорит, что нашла его таким, но Сэм начинает подозревать неладное, так как обнаруживает, что дорожка из соли нарушена, и это явно сделал не Энди. Сэм просит Эву сказать правду, та делает вид, что ничего не понимает, но, в конце концов, признаётся, что была здесь на протяжении пяти месяцев, и в течение этого времени её способности увеличились. Теперь она может призывать демонов и управлять ими. Чтобы выжить, Эва убивала периодически прибывающих в город «солдат» и теперь считает себя «абсолютным чемпионом». Эва призывает демона, чтобы тот убил Сэма, но тут появляется Джейк и, застав Эву врасплох, сворачивает ей шею, и она умирает.
Джейк говорит Сэму, что ему тоже являлся Демон и сказал, что покинуть город сможет только один из них, поэтому у него нет другого выхода, как убить Сэма, чтобы потом подобраться к Демону и уничтожить его. Сэм пытается его отговорить, убеждая, что с Демоном они справятся вместе, но Джейк не желает ничего слушать и нападает на Сэма. Сэму удаётся оглушить Джейка, он берёт нож, но не может заставить себя убить его.
Сэм слышит голос зовущего его Дина и с облегчением направляется навстречу брату. Тут Джейк неожиданно появляется сзади Сэма и вонзает ему в спину нож. Дин подбегает и ловит Сэма, а Бобби пускается в погоню за Джейком. Дин пытается успокоить брата, говоря, что ничего страшного не произошло, и что Бобби его вылечит. Сэм не отвечает, и Дин понимает, что брат мёртв.

### Вторая часть
Дин убит горем из-за смерти брата. Бобби предлагает похоронить Сэма, но Дин говорит, что ещё не время и заставляет Бобби уйти. Сидя рядом с телом Сэма, Дин начинает вслух вспоминать их детство. Он говорит, что это была его работа оберегать Сэма, и он эту работу завалил. Дин спрашивает у брата, что же ему теперь делать, затем садится в машину и отправляется на перекрёсток. Так же как в эпизоде «Блюз на перекрёстке» Дин вызывает демона, чтобы заключить сделку и вернуть Сэма к жизни. Поначалу демон отказывается идти на сделку, говоря, что гораздо приятнее смотреть, как Дин мучается. Однако Дин начинает торговаться, и демон соглашается на условия сделки — жизнь Сэма взамен души Дина через год. Дин и демон скрепляют сделку поцелуем, и в тот же момент Сэм оживает.
Сэм спрашивает Дина, что с ним случилось, и тот отвечает, что Бобби его подлечил. Сэм говорит, что у них мало времени, и они должны отыскать демона. Братья Винчестеры отправляются к Бобби, который теряет дар речи от удивления, увидев Сэма живым и невредимым. Бобби хмуро глядит на Дина, явно догадываясь о том, что тот сделал.
Бобби показывает Сэму и Дину на карте местность в Вайоминге, которую окружают демоны, но не могут туда пробраться. Бобби просит Дина помочь ему принести книги из пикапа, и они выходят из комнаты. Во дворе Бобби набрасывается на Дина, начинает на него кричать и упрекать в том, что он заключил сделку с демоном, говоря, что Винчестерам не терпится спуститься вниз (в ад), намекая на сделку Джона. Дин умоляет Бобби ничего не говорить Сэму. Их разговор прерывает шум неподалёку, и появляется Эллен.
После того как Бобби проверил Эллен, дав ей попить святой воды, Эллен говорит, что выбралась, потому что закончились солёные крендели и она пошла за новыми. Эллен рассказывает Бобби и Винчестерам, что перед пожаром ей звонил Эш. Он сказал, что нашёл кое-что важное, и просил Эллен заглянуть в сейф. Там она обнаружила карту, которую теперь показывает им. На карте штат Вайоминг окружён пометками в виде крестиков. Бобби выясняет, что каждый крестик обозначает церковь, построенную охотником за демонами и оружейником Сэмюэлом Кольтом. Все церкви соединены между собой линиями железных дорог. Бобби соединяет крестики на карте, и все видят получившееся изображение пентаграммы — дьявольской ловушки. Все приходят к выводу, что железные рельсы и церкви охраняют что-то от проникновения демонов внутрь. Однако Дин выдвигает предположение, что возможно дьявольская ловушка не позволяет чему-то вырваться наружу. Как оказывается, в центре пиктограммы находится старое ковбойское кладбище.
Тем временем Демон встречается с Джейком, даёт ему кольт, сказав, что это единственное оружие на земле, из которого его можно убить. Джейк думает убить Демона прямо в тот же момент, но Демон угрожает его семье, и Джейк отправляется на кладбище, как велит Демон. Задача Джейка — найти склеп в центре кладбища и отпереть его Кольтом, который является ключом. Джейк находит склеп и собирается вставить Кольт, но тут из засады появляются Сэм, Дин, Эллен и Бобби и берут его на прицел. Джейк смотрит на Сэма, как на привидение и говорит, что убил его, и тот не мог выжить. Используя свою недавно приобретённую способность, Джейк заставляет Эллен приставить дуло пистолета к голове, тем самым заставляя остальных сложить оружие. Джейк вставляет Кольт в замочную скважину, в то время как Бобби и Дин бегут спасти Эллен. Сэм без тени жалости стреляет в Джейка семь раз, несмотря на мольбы последнего. Но ворота в ад всё же открываются, и демоны вырываются на свободу.
Вырвавшиеся на свободу демоны разрушают железные рельсы дьявольской ловушки, и теперь Демон может в неё войти. Он нападает на Дина и отбрасывает в сторону Сэма, поспешившего на помощь брату. Бобби и Эллен пытаются закрыть ворота в ад. Демон говорит, что не ожидал, что Дин вернёт Сэма, чему он откровенно рад, ведь Сэм ему всегда нравился больше, чем Джейк. Затем Демон намекает Дину, уверен ли он, что тот, кого он вернул — «стопроцентно чистый Сэм». Демон направляет дуло Кольта на Дина, но тут появляется Джон Винчестер, душа которого выбралась из ада, и нападает на Демона, вырывая его из тела человека, которым он завладел. Выиграв время, Дин заполучает Кольт и, когда Демону удаётся вернуться назад в человеческое тело, он выпускает в его сердце последнюю пулю, убивая его. Больше не принадлежащая аду душа Джона Винчестера становится свободной.
Стоя у машины, Сэм спрашивает Дина, что имел в виду Джейк, сказав, что убил его. Сэм догадывается, что Дин заключил сделку с демоном, и обещает ему помочь выбраться из неё. К ним подходят Бобби и Эллен, и Бобби говорит, что, несмотря на то, что Демон убит, его армия на свободе, и война только что началась. Дин, улыбаясь, говорит, что у них есть работа.

## Саундтреки
- Foreplay/Long Time — Boston;
- Carry On Wayward Son — Kansas;
- Don’t Look Back — Boston.

## Факты
- Серия носит название одноимённых песен американской группы The Misfits и немецкой группы Destruction.
- Последняя серия 3-го сезона «Зачарованных» на английском языке называется точно так же. Более того, по счёту, серия также является 22-й в сезоне и также вышла в эфир 17 мая.
- Закрывая багажник «Импалы», Дин говорит «Пора делать дело». То же самое сказал Сэм, закрывая багажник машины, в конце пилотной серии телесериала. В тот раз Сэм швырнул в багажник дробовик, на этот раз Дин бросает туда же револьвер.
- Сэм впервые убивает человека. До этого он только убил женщину-оборотня.